# Luciana Arrighi
Luciana Arrighi (Rio de Janeiro, 1940) è una scenografa e costumista italiana.

## Carriera
Nata a Rio de Janeiro in Brasile da padre italiano e madre australiana, Luciana Arrighi è cresciuta in Australia dove ha studiato arte presso l'East Sydney Technical College per poi trasferirsi in Italia per studiare pittura.
Nel 1965 inizia a lavorare per la BBC dove incontra Ken Russell, con il quale collaborerà in diverse occasioni tra cui nei film tv Isadora (1966), Donne in amore (1969) e La vita è un arcobaleno (1989). Nel 1992 lavora con James Ivory nel film Casa Howard che gli vale il Nastro d'argento alla migliore scenografia e il premio Oscar alla migliore scenografia.
Fu candidata per altri Oscar alla migliore scenografia con il film Quel che resta del giorno (1993) (The Remains of the Day), sempre diretto da James Ivory, e Anna and the King (1999) (Anna and the King) diretto da Andy Tennant. Ha anche vinto il premio inglese BAFTA alla migliore scenografia con il film per la televisione Guerra imminente (2002), per la regia di Richard Loncraine.

## Filmografia

### Scenografa
- Monitor (1965), regia di David Hugh Jones, 1 episodio
- Isadora (1966), Tv, regia di Ken Russell
- Omnibus (1967), 1 episodio
- Domenica maledetta domenica (1971), regia di John Schlesinger
- The Night, the Prowler (1978), regia di Jim Sharman
- La mia brillante carriera (1979), regia di Gillian Armstrong
- Prigioniero del passato (1982), regia di Alan Bridges
- Privates on Parade (1983), regia di Michael Blakemore
- L'ambizione di James Penfield (1983), regia di Richard Eyre
- Fuga d'inverno (1984), regia di Gillian Armstrong
- Madame Sousatzka (1988), regia di John Schlesinger
- La vita è un arcobaleno (1989), regia di Ken Russell
- Bye Bye Columbus (1991), Tv, regia di Peter Barnes
- Close My Eyes (1991), regia di Stephen Poliakoff
- Casa Howard (1992), regia di James Ivory
- The Innocent (1993), regia di John Schlesinger
- Quel che resta del giorno (1993), regia di James Ivory
- Only You - Amore a prima vista (1994), regia di Norman Jewison
- Ragione e sentimento (1995), regia di Ang Lee
- Surviving Picasso (1996), regia di James Ivory
- Victory (1996), regia di Mark Peploe
- Oscar e Lucinda (1997), regia di Gillian Armstrong
- Sogno di una notte di mezza estate (1999), regia di Michael Hoffman
- Jakob il bugiardo (1999)
- Anna and the King (1999), regia di Andy Tennant
- Guerra imminente (2002), Tv, regia di Richard Loncraine
- L'importanza di chiamarsi Ernest (2002), regia di Oliver Parker
- Possession - Una storia romantica (2002), regia di Neil LaBute
- La mia casa in Umbria (2003), Tv, regia di Richard Loncraine
- La diva Julia (2004), regia di István Szabó
- Fade to Black (2006), regia di Oliver Parker
- Into the storm - La guerra di Churchill (2009), Tv, regia di Thaddeus O'Sullivan
- Il segreto di Green Knowe (From Time to Time), regia di Julian Fellowes (2009)
- The Lovers, regia di Roland Joffé (2013)
- L'uomo che vide l'infinito (The Man Who Knew Infinity), regia di Matthew Brown (2015)
- Il ricevitore è la spia (The Catcher Was a Spy), regia di Ben Lewin (2018)
- Alice e Peter (Come Away), regia di Brenda Chapman (2020)

### Costumista
- Starstruck - Tutta colpa delle stelle (1982), regia di Gillian Armstrong
- Privates on Parade (1983), regia di Michael Blakemore
- L'ambizione di James Penfield (1983), regia di Richard Eyre
- Un ballo in maschera (1989), Tv

### Scenografie e arredatrice set
- Donne in amore (1969), regia di Ken Russel

## Riconoscimenti
- Nastro d'argento alla migliore scenografia per Casa Howard (1992)
- Nomination al Nastro d'argento alla migliore scenografia per Anna and the King (2002)
- Oscar alla migliore scenografia per Casa Howard (1992)
- Nomination all'Oscar alla migliore scenografia per Quel che resta del giorno (1993)
- Nomination all'Oscar alla migliore scenografia per Anna and the King (1999)
- Nomination al BAFTA alla migliore scenografia per Donne in amore (1969)
- Nomination al BAFTA alla migliore scenografia per Casa Howard (1992)
- Nomination al BAFTA alla migliore scenografia per Ragione e Sentimento (1995)
- BAFTA alla migliore scenografia per Guerra imminente (2002)

## Presenza in programmi televisivi
- The 65th Annual Academy Awards (1993)
- Anna and the King: A Modern Epic (1999)
- HBO First Look (1999)
- The Remains of the Day: The Filmaker's Journey (2001)
- Building "Howards End" (2005)